# Тарма (провинция)
Тарма (исп. Provincia de Tarma, кечуа  Tarma pruwinsya) — одна из 9 провинций перуанского региона Хунин. Площадь составляет 2 749,16 км². Население по данным на 2007 год — 112 230 человек. Плотность населения — 40,8 чел/км². Столица — одноимённый город.

## География
Расположена на северо-западе центральной части региона. Граничит с провинциями: Хунин (на севере), Чанчамайо (на востоке), Хауха (на юге) и Яули (на западе).

## Административное деление
В административном отношении делится на 9 районов:
- Тарма
- Акобамба
- Уариколка
- Уасауаси
- Ла-Уньон
- Палка
- Палкамайо
- Сан-Педро-де-Кахас
- Тапо